# Tamara Dobson
 (juin 2017).
Si vous disposez d'ouvrages ou d'articles de référence ou si vous connaissez des sites web de qualité traitant du thème abordé ici, merci de compléter l'article en donnant les références utiles à sa vérifiabilité et en les liant à la section « Notes et références ».
Tamara Dobson (née le 14 mai 1947 et morte le 2 octobre 2006) est une actrice et top-model afro-américaine.

## Biographie
Tamara Dobson est née à Baltimore, dans le Maryland. Tout en travaillant comme esthéticienne, elle obtient  son diplôme en dessin de mode au Maryland Institute College of Art (en).
Pendant ses études, elle est découverte en 1969 et commence à faire des publicités pour films et des photos de mode.
Après ses études, elle déménage à New York et poursuit sa carrière de mannequin puis devient top-model pour le magazine Vogue.
Apparue dans quelques films à Hollywood, elle devient surtout célèbre grâce à ses rôles-titres dans les films de Blaxploitation, comme Cleopatra Jones (1973) et Dynamite Jones et le Casino d'or (1975).
Tamara Dobson est morte le 2 octobre 2006 dans sa ville natale de Baltimore, dans le Maryland, des complications d'une pneumonie et de la sclérose en plaques, à l'âge de 59 ans.

## Filmographie
- 1973 : Dynamite Jones
- 1975 : Dynamite Jones et le Casino d'or

## Source de traduction
- (en) Cet article est partiellement ou en totalité issu de l’article de Wikipédia en anglais intitulé « Tamara Dobson » (voir la liste des auteurs).